# Adelbold II
Adelbold II (975 - 27 november 1026) was bisschop van Utrecht van 1010 tot 1026.
Adelbold, een telg van Brabantse adel, was een leerling van de kathedraalschool van bisschop Notger te Luik. Hij ontwikkelde zich in wiskunde en sterrenkunde en doceerde zelf in Luik en Lobbes. Hij correspondeerde met geleerden als Heriger van Lobbes en Gerbert van Aurillac, de latere paus Sylvester II. Aan die paus droeg hij rond het jaar 1000 een wiskundig werk op over het volume van een bol, Libellus de ratione inveniendi crassitudinem sphaerae. Daarin zette de scholasticus uiteen dat het volume verachtvoudigde als de straal verdubbelde. Hoewel deze 'ontdekking' eerder illustratief was voor het lage peil waarop de Europese wiskunde was beland, maakt het van hem de eerste bij naam gekende wiskundige van de lage landen.
Hij was misschien ook werkzaam in de rijkskanselarij van keizer Hendrik II en hij was aartsdiaken van de Luikse Sint-Lambertuskathedraal voordat hij in 1010 benoemd werd tot bisschop van Utrecht.
Als bisschop nam hij aan de zijde van Wichman van Vreden deel aan de strijd tegen Adela en Balderik, die een bedreiging vormden voor de wereldlijke bezittingen van de bisschop. Na de nederlaag van Balderik kreeg hij in 1024 van de keizer het graafschap Drenthe in leen; in 1026 verwierf hij ook het graafschap Teisterbant. De voorgangers van Adelbold hadden wel gebieden in leen gekregen, maar Adelbold verwierf als eerste ook grafelijke rechten. Hij werd hierdoor een zogeheten prins-bisschop, een vorst binnen het Heilige Roomse Rijk, en stond aan de basis van het Sticht Utrecht.
Als vriend van Hendrik II en als vertegenwoordiger van de rijkskerk trad hij op tegen de opkomende lekenvorsten. Hij raakte zo in oorlog met graaf Dirk III van Holland, die hem echter in 1018 in de Slag bij Vlaardingen versloeg, waardoor Dirk de zeggenschap kreeg over het land langs de Merwede.
Hij is bekend als de bouwheer van de Dom van Adelbold, de voorganger van de huidige Domkerk in Utrecht. De kerk werd in 1023 gewijd. Hij bewerkstelligde dat aan het door zijn voorganger Ansfried gestichte klooster op de Hohorst in Leusden de regel van Benedictus werd ingevoerd. Adelbold werd in de door hem gebouwde Dom bijgezet. In Tiel is hij bekend als hersteller van de Sint-Walburgkerk.
Adelbold wordt beschouwd als de auteur van een muziekfilosofische verhandeling, die bewaard wordt in de Biblioteca Apostolica Vaticana en is uitgegeven onder de titel Adalboldi episcopi ultraiectensis epistola cum tractatu de musica instrumentali humanaque ac mundana (zie Literatuur).
Onder de geschriften die wel aan hem worden toegeschreven bevindt zich ook een levensbeschrijving van Hendrik II, de Vita Heinrici, en een wiskundig traktaat, De ratione inveniendi crassitudinem sphaerae.

## Geschriften
- Libellus de ratione inveniendi crassitudinem sphaerae
- Alboldi ad Gerbertum scholasticum de Astronomiâ, seu Abaco
- Quemadmodum indubitanter musicae consonantiae judicari possint (toeschrijving)
- Vita Heinrici II imperatoris (toeschrijving)